# Karl Lindahl
Karl Fritz Lindahl (Estocolm, 26 de setembre de 1890 – Estocolm, 29 de juny de 1960) va ser un gimnasta artístic suec que va competir al primer quart del segle xx.
El 1920 va prendre part en els Jocs Olímpics d'Anvers, on va guanyar la medalla d'or en el concurs per equips, sistema suec del programa de gimnàstica.